# Horodyszcze (rejon lachowicki)
Horodyszcze (biał. Гарадзішча; ros. Городище) – wieś na Białorusi, w obwodzie brzeskim, w rejonie lachowickim, w sielsowiecie Honczary, przy linii kolejowej Łuniniec – Baranowicze i drodze republikańskiej .

## Historia
W dwudziestoleciu międzywojennym leżały w Polsce, w województwie nowogródzkim, w powiecie baranowickim, w gminie Niedźwiedzica. W 1921 miejscowość liczyła 377 mieszkańców, zamieszkałych w 71 budynkach, wyłącznie Polaków. 372 mieszkańców było wyznania rzymskokatolickiego i 5 prawosławnego.
Po II wojnie światowej w granicach Związku Sowieckiego. Od 1991 w niepodległej Białorusi.